# Łyszczyki uranowe

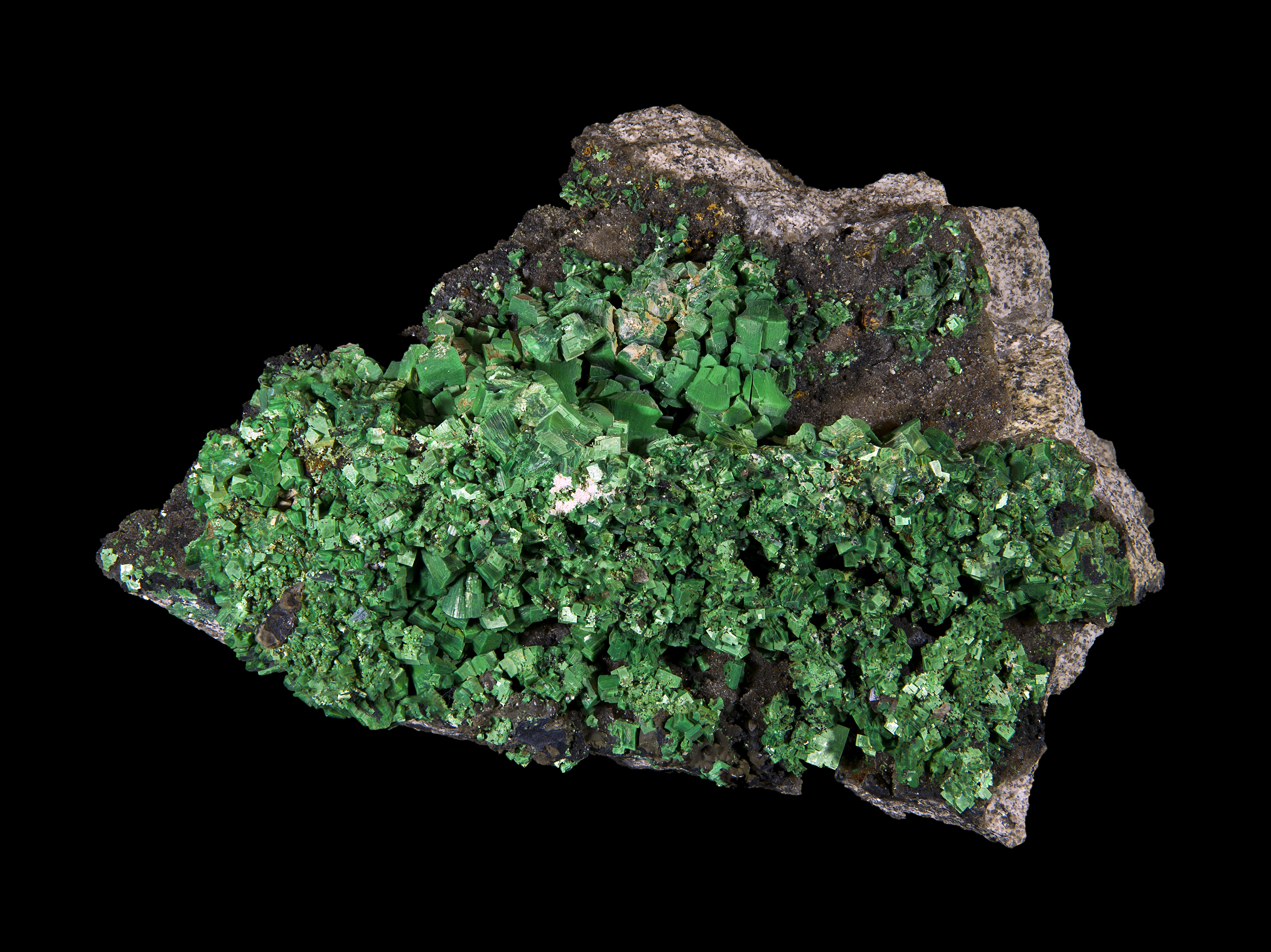
Torbernit

Łyszczyki uranowe (miki uranowe) – minerały, do których należą uwodnione arseniany, fosforany i wanadyniany zawierające w składzie grupę uranylową UO2. Z nich otrzymywany jest uran i rad. Jednym z łyszczyków uranowych jest uranospinit o wzorze Ca(UO2)2(AsO4)2 ∙ 8H2O